# Pura Peris García
Purificació Peris García (València, 1964) és una política ecologista valenciana. Forma part de Els Verds del País Valencià, partit presidit pel seu germà, Joan Francesc Peris.
Pura Peris és professora de Dret Financer en la Facultat de Dret de la Universitat de València, havent publicat diversos llibres sobre la matèria.
En política, Pura Peris forma part de Els Verds del País Valencià, a través de la seva assemblea de L'Eliana (el Camp de Túria). En 2009, Peris va ser designada per la Confederació dels Verds per ocupar el quart lloc en la llista Europa dels Pobles - Verds liderada per Oriol Junqueras (ERC) en les eleccions europees d'aquest any.
En 2011 va ser cap de llista per València i candidata a la presidència de la Generalitat Valenciana de Verds i Ecopacifistas, una coalició electoral formada per concórrer a les eleccions a Corts Valencianes d'aquest any per Els Verds del País Valencià, Els Verds Ecopacifistas i Els Verds-Grup Verd. La coalició va obtenir 31.808 vots (1,33%), amb el que no va aconseguir representació.
En novembre de 2019 va ser nomenada subdirectora de Gestió de l'Entitat Valenciana d'Habitatge i Sòl (EVha), entitat pública empresarial adscrita a la Vicepresidència Segona i Conselleria d'Habitatge i Arquitectura Bioclimàtica de la Generalitat Valenciana fins a setembre de 2020 que passa a ocupar el càrrec de directora general d'Emergència Habitacional, Funció Social de l'Habitatge i Observatori de l'Hàbitat i Segregació Urbana depenent de la mateixa conselleria.
És escriptora de relats i poesia, el seu primer poemari va ser publicat l'any 2014. Ha rebut diversos premis com ara el premi local "Escrits a la tardor" de l'Ajuntament de l'Eliana l'any 2003 per El viatge i el 2006 per El laberint d'Ariadna.

## Obra

### Poesia
- Tasts de vida (2014, Germania)
- Alè de lluna (2015, Neopàtria)
- Els deus no abandonen Toni (2015, Onada Edicions) (Obra col·lectiva en homenatge a Antoni Ferrer)
- A frec de pell (2018, Neopàtria)

### Relats
- El viatge (2003)
- El somni (2004)
- La nita de Sant Joan (2005)
- El laberint d'Ariadna (2006)
- La lluvia (2014)
- El océano (2015)